# Björn Kircheisen
Björn Kircheisen (* 6. August 1983 in Erlabrunn, Bezirk Karl-Marx-Stadt, DDR) ist ein ehemaliger deutscher Nordischer Kombinierer. Er gewann vier Olympia- und zwölf WM-Medaillen.

## Werdegang
Kircheisen gehörte als Polizeimeisteranwärter dem Leistungssportförderprojekt der Bundespolizei, dem Bad Endorfer Modell, an. Er startete für den WSV Johanngeorgenstadt, den Verein seiner Heimatstadt im Erzgebirge, und trainierte im Landesleistungszentrum Klingenthal. Sein internationales Debüt gab Kircheisen zur Saison 1999/00 im B-Weltcup der Nordischen Kombination. Beim Sommer-Grand-Prix 2000 ging er erstmals im A-Nationalkader an den Start. Am 21. Januar 2001 gelang ihm in Klingenthal sein erster B-Weltcup-Erfolg. Auch in Karpacz war er als Zweiter aufs Podium gelaufen. Bei den folgenden Juniorenweltmeisterschaften 2001 an gleicher Stelle gewann er mit der Mannschaft im Massenstart die Goldmedaille.
Gut eine Woche später gab er in Liberec am 10. Februar 2001 sein Debüt im Weltcup der Nordischen Kombination. Als 14. gelang ihm auf Anhieb eine gute Top-20-Platzierung und damit auch der Gewinn der ersten Weltcup-Punkte. Zum Beginn der Saison 2001/02 stand er überraschend in Kuopio im Einzel erstmals auf dem Podest in einem Weltcup-Rennen. Auch im Sprint zeigte er als Fünfter eine gute Leistung. Im Januar 2002 belegte er im Val di Fiemme zweimal den dritten Rang. Bei der folgenden Juniorenweltmeisterschaften 2002 in Schonach im Schwarzwald sicherte er sich im Einzel und auch im Teamwettbewerb die Goldmedaille.
Nach dem Junioren-WM-Erfolg reiste Kircheisen als Teil der Mannschaft zu den Olympischen Winterspielen 2002 nach Salt Lake City. Nachdem er im Einzel einen sehr guten fünften Rang erreicht hatte, gewann er mit dem Team die Silbermedaille. Im Sprint belegte er den neunten Platz. Zurück im Weltcup gelangen ihm bis zum Ende der Saison ausschließlich Punkteplatzierungen. In die Saison 2002/03 begann Kircheisen nach schwachen Ergebnissen beim Sommer-Grand-Prix überraschend mit dem dritten Platz in Kuusamo. Nur wenige Tage später feierte er in Trondheim die ersten drei Weltcupsiege bei drei Weltcuprennen in Folge. Es blieben für einige Jahre jedoch die einzigen Weltcupsiege.
Bei den Juniorenweltmeisterschaften 2003 in Sollefteå sicherte sich Kircheisen in beiden Einzel- sowie im Mannschaftswettbewerb den Titel und nahm somit drei Goldmedaillen mit nach Hause. Bei den folgenden Nordischen Skiweltmeisterschaften 2003 im Val di Fiemme sicherte er sich gemeinsam mit Thorsten Schmitt, Georg Hettich und Ronny Ackermann erneut die Silbermedaille hinter den erfolgreichen Österreichern. Zurück im Weltcup bewies Kircheisen seine gute Form noch einmal mit Rang drei in Oslo. In der Weltcup-Gesamtwertung erreichte er am Ende einen sehr guten dritten Platz. Auch in der Sprint-Weltcup-Wertung lag er auf Rang drei.
In der Folge musste Kircheisen mit deutlichen Leistungseinbrüchen kämpfen. Erst zur Saison 2004/05 konnte er sich langsam wieder zurück an die Weltspitze kämpfen. So landete er ab Januar 2005 wieder zunehmend in den Top 10. In Pragelato belegte er nach Rang zwei mit der Mannschaft auch im Sprint als Dritter einen Podestplatz. Bei den folgenden Nordischen Skiweltmeisterschaften 2005 in Oberstdorf überraschte Kircheisen bereits im ersten Einzelwettbewerb mit dem Gewinn der Silbermedaille. Auch im Mannschaftswettbewerb hielt er mit dem Team die Silbermedaille in den Händen. Eine weitere Medaille verpasste er im Sprint als Vierter nur knapp.
Am 5. März 2005 gelang Kircheisen in Lahti sein vierter Weltcupsieg. In die Olympiasaison 2005/06 startete er schwach, konnte sich aber im Januar 2006 erneut zurück in die Weltspitze kämpfen. Im Gundersen Einzel in Harrachov stand er als Zweiter auch wieder auf dem Podium. Bei den Olympischen Winterspielen 2006 in Turin blieb er in beiden Einzelwettbewerben als Siebenter außerhalb der Medaillenrängen, sicherte sich aber wie bereits 2002 mit der Mannschaft erneut Silber. Bei der vorletzten Weltcup-Station in Oslo gewann Kircheisen erneut das Sprintrennen. Wie bereits 2002/03 beendete er die Saison erneut auf Rang drei der Weltcup-Gesamtwertung sowie der Sprint-Weltcup-Wertung.
Im Sommer gelang Kircheisen beim Massenstart in Klingenthal sein erster Sommer-Sieg. In die Saison 2006/07 startete Kircheisen erneut durchwachsen. Erst bei der letzten Weltcup-Station vor den Weltmeisterschaften gelang ihm in Zakopane mit Rang drei im Massenstart und dem Sieg im Sprint wieder ein Top-Ergebnis, weshalb er gestärkt zu den Weltmeisterschaften 2007 nach Sapporo reiste. Nachdem er sich dort Bronze im Sprint sicherte, gewann er mit der Mannschaft erneut Silber. Im März feierte Kircheisen in Lahti seinen insgesamt achten Weltcup-Sieg.
Auch in die Saison 2007/08 startete Kircheisen wieder erfolgreich. So gewann er das Sprint-Rennen in Kuusamo und stand als Zweiter auch im Einzel von Trondheim wieder auf dem Podium. In Ramsau am Dachstein feierte Kircheisen erneut zwei Weltcup-Siege, jedoch konnte er bis zum Ende der Saison an diese Erfolge nicht mehr anknüpfen. Jedoch schaffte er es in der Saison 2008/09 erneut zurück in die Weltspitze. Nach zwei Einzel- und einem Teamweltcup-Sieg belegte er nach Abschluss der Saison den vierten Gesamtrang. Bei den Weltmeisterschaften 2009 gewann Kircheisen mit der Mannschaft erneut Silber und war auch im Einzel von der Großschanze erfolgreich und wurde Zweiter.
Zur Olympiasaison 2009/10 kämpfte Kircheisen erneut mit konstanter Leistung. Jedoch gewann er in Ramsau erneut einen Weltcup und stand als Dritter in Oberhof auch dort wieder auf dem Podium. Mit der Mannschaft gewann er wenig später den Team-Weltcup in Schonach. Bei den Olympischen Winterspielen 2010 in Vancouver reichte es für Kircheisen im Mannschaftswettbewerb nach zwei Silbermedaillen 2002 und 2006 erstmals nur für Bronze. In den beiden Einzelwettbewerben blieb er als 20. und 22. ohne jede Chance auf eine Medaille.
Ein Jahr später bei den Weltmeisterschaften 2011 in Oslo konnte er in den Einzelwettbewerben ebenfalls nicht mehr in der Weltspitze landen. Jedoch gewann er in beiden Teamwettbewerben erneut zwei Silbermedaillen mit der Mannschaft. Im ersten Weltcup nach den Weltmeisterschaften gewann er in Lahti seinen 15. Einzelweltcup. Jedoch konnte Kircheisen mit seinen mittlerweile knapp 30 Jahren keine konstanten Top-Leistungen mehr erreichen. Oftmals musste er sich mit Platzierungen außerhalb der Top 10 zufriedengeben.
Kurz vor den Weltmeisterschaften 2013 im Val di Fiemme gelang Kircheisen in Almaty gelang Kircheisen der Sieg im Gundersen Einzel, nachdem er zuvor bereits in Sotschi mit der Mannschaft erfolgreich war. Bei den Weltmeisterschaften selbst sicherte sich Kircheisen noch einmal Bronze im Gundersen-Einzel von der Normalschanze. Mit der Mannschaft verpasste er als Sechster erstmals deutlich eine Medaille im Teamwettbewerb.
Zur Saison 2013/14 gelang Kircheisen in Tschaikowski bei Abwesenheit der Weltcupbesten zweimal ein zweiter Platz. Nach drei erfolg- und punktlosen Starts in Chaux-Neuve und Seefeld in Tirol konnte er in Oberstdorf als Siebenter noch einmal einen Top-10-Platz erreichen und gehörte, nachdem er am 19. Januar 2014 das fünfte und letzte deutsche Kombinierer-Olympiasicket vom Bundestrainer bekam, bei den Olympischen Winterspielen 2014 in Sotschi zum vierten Mal zum Kader der deutschen Olympiamannschaft. Nachdem er im Gundersen-Einzel als Vierter nur knapp das Podium und eine Medaille verpasste, sicherte sich Kircheisen gemeinsam mit Eric Frenzel, Johannes Rydzek und Fabian Rießle im Teamwettbewerb die Silbermedaille. Dafür wurden sie am 8. Mai 2014 von Bundespräsident Joachim Gauck mit dem Silbernen Lorbeerblatt ausgezeichnet.
Nach den zwei etwas schwächeren Weltcupsaisons 2014/15 und 2015/16 steigerte er sich in der Saison 2016/17 wieder deutlich und kam regelmäßig in die Top Ten. Gemeinsam mit Eric Frenzel, Fabian Rießle und Johannes Rydzek siegte er am 2. Dezember 2016 beim Teamwettbewerb in Lillehammer. Am 10. Februar 2017 feierte er in Sapporo – in Abwesenheit des Großteils der Weltspitze – seinen ersten Weltcupsieg seit über vier Jahren. Bei den Nordischen Skiweltmeisterschaften 2017 in Lahti gewann er im Gundersen-Wettbewerb von der Normalschanze hinter Johannes Rydzek und Eric Frenzel die Bronzemedaille. Zwei Tage später gewann er gemeinsam mit Rydzek, Frenzel und Fabian Rießle den Mannschaftswettbewerb. Nach insgesamt elf Silbermedaillen bei Olympischen Spielen und Weltmeisterschaften, die ihm den Scherznamen „Silbereisen“ eingebracht hatten, war dies der erste Titel bei den Erwachsenen für Kircheisen. Außerdem war er mit nunmehr 12 Medaillen derjenige Athlet, der die meisten WM-Medaillen gesammelt hatte. Bereits wenige Tage später gewann Eric Frenzel ebenfalls seine zwölfte Medaille.
Kircheisen qualifizierte sich noch einmal für die Olympischen Spiele 2018, kam in Pyeongchang aber nicht zum Einsatz. Am 25. März 2018 bestritt er in Schonach sein letztes Weltcup-Rennen. Er steht seit 2019 im Trainerteam des Deutschen Skiverbands und ist zusammen mit Constantin Kreyselmeyer im Bereich „Nordische Kombination“ für die Lehrgangsgruppe 1b zuständig.

## Erfolge

### Medaillen
Olympische Winterspiele
- 2002 Salt Lake City: Silber Team
- 2006 Turin: Silber Team
- 2010 Vancouver: Bronze Team
- 2014 Sotschi: Silber Team

Weltmeisterschaften
- 2003 Val di Fiemme: Silber Team
- 2005 Oberstdorf: Silber Gundersen, Silber Team
- 2007 Sapporo: Silber Team, Bronze Sprint
- 2009 Liberec: Silber Gundersen LH, Silber Team
- 2011 Oslo: Silber Team NH, Silber Team GH
- 2013 Val di Fiemme: Bronze Gundersen NH
- 2017 Lahti: Gold Team NH, Bronze Gundersen NH

### Weltcupsiege im Einzel
| Nr. | Datum             | Ort           | Typ                            |
| --- | ----------------- | ------------- | ------------------------------ |
| 1.  | 06. Dezember 2002 | Trondheim     | Sprint Großschanze             |
| 2.  | 07. Dezember 2002 | Trondheim     | Gundersen Großschanze          |
| 3.  | 08. Dezember 2002 | Trondheim     | Sprint Großschanze             |
| 4.  | 05. März 2005     | Lahti         | Gundersen Großschanze          |
| 5.  | 05. März 2006     | Lahti         | Sprint Großschanze             |
| 6.  | 12. März 2006     | Oslo          | Sprint Großschanze             |
| 7.  | 04. Februar 2007  | Zakopane      | Sprint Großschanze             |
| 8.  | 10. März 2007     | Lahti         | Sprint Großschanze             |
| 9.  | 01. Dezember 2007 | Kuusamo       | Sprint Großschanze             |
| 10. | 15. Dezember 2007 | Ramsau        | Massenstart Normalschanze      |
| 11. | 16. Dezember 2007 | Ramsau        | Hurricane Sprint Normalschanze |
| 12. | 21. Dezember 2008 | Ramsau        | Gundersen Normalschanze        |
| 13. | 10. Januar 2009   | Val di Fiemme | Massenstart Großschanze        |
| 14. | 20. Dezember 2009 | Ramsau        | Gundersen Normalschanze        |
| 15. | 11. März 2011     | Lahti         | Gundersen Großschanze          |
| 16. | 09. Februar 2013  | Almaty        | Gundersen Großschanze          |
| 17. | 10. Februar 2017  | Sapporo       | Gundersen Großschanze          |

### Weltcupsiege im Team
| Nr. | Datum             | Ort         | Typ                     |
| --- | ----------------- | ----------- | ----------------------- |
| 1.  | 03. Januar 2009   | Schonach    | Staffel Normalschanze 1 |
| 2.  | 24. Januar 2010   | Schonach    | Staffel Normalschanze 1 |
| 3.  | 03. Februar 2013  | Sotschi     | Staffel Großschanze 2   |
| 4.  | 03. Januar 2015   | Schonach    | Staffel Normalschanze 3 |
| 5.  | 02. Dezember 2016 | Lillehammer | Staffel Normalschanze 4 |

### Grand-Prix-Siege im Einzel
| Nr. | Datum           | Ort         | Typ                     |
| --- | --------------- | ----------- | ----------------------- |
| 1.  | 27. August 2006 | Klingenthal | Massenstart Großschanze |
| 2.  | 13. August 2009 | Oberstdorf  | Gundersen Großschanze   |

### Grand-Prix-Siege im Team
| Nr. | Datum           | Ort            | Typ                        |
| --- | --------------- | -------------- | -------------------------- |
| 1.  | 27. August 2016 | Oberwiesenthal | Teamsprint Normalschanze 5 |

## Statistik

### Teilnahmen an Olympischen Winterspielen
| Jahr und Ort        | Wettbewerb   | Wettbewerb   | Wettbewerb | Wettbewerb |
| Jahr und Ort        | Gundersen NH | Gundersen LH | Sprint     | Team       |
| ------------------- | ------------ | ------------ | ---------- | ---------- |
| 2002 Salt Lake City | 05.          | –            | 09.        | 02.        |
| 2006 Turin          | 07.          | –            | 07.        | 02.        |
| 2010 Vancouver      | 22.          | 20.          | –          | 03.        |
| 2014 Sotschi        | –            | 04.          | –          | 02.        |

### Teilnahmen an Weltmeisterschaften
| Jahr und Ort       | Wettbewerb | Wettbewerb   | Wettbewerb   | Wettbewerb  | Wettbewerb | Wettbewerb | Wettbewerb |
| Jahr und Ort       | Sprint     | Gundersen NH | Gundersen LH | Massenstart | Team NH    | Team LH    | Teamsprint |
| ------------------ | ---------- | ------------ | ------------ | ----------- | ---------- | ---------- | ---------- |
| 2003 Val di Fiemme | 17.        | 07.          | –            | –           | 02.        | –          | –          |
| 2005 Oberstdorf    | 04.        | 02.          | –            | –           | –          | 02.        | –          |
| 2007 Sapporo       | 03.        | 07.          | –            | –           | –          | 02.        | –          |
| 2009 Liberec       | –          | 45.          | 02.          | 26.         | –          | 02.        | –          |
| 2011 Oslo          | –          | 28.          | DNS          | –           | 02.        | 02.        | –          |
| 2013 Val di Fiemme | –          | 03.          | 14.          | –           | 06.        | –          | –          |
| 2015 Falun         | –          | –            | 23.          | –           | –          | –          | –          |
| 2017 Lahti         | –          | 03.          | 16.          | –           | 01.        | –          | –          |

### Weltcup-Platzierungen
| Saison  | Platz | Punkte |
| ------- | ----- | ------ |
| 2000/01 | 50.   | 108    |
| 2001/02 | 14.   | 715    |
| 2002/03 | 03.   | 756    |
| 2003/04 | 39.   | 089    |
| 2004/05 | 06.   | 571    |
| 2005/06 | 03.   | 888    |
| 2006/07 | 06.   | 494    |
| 2007/08 | 08.   | 676    |
| 2008/09 | 04.   | 957    |
| 2009/10 | 10.   | 463    |
| 2010/11 | 07.   | 435    |
| 2011/12 | 05.   | 728    |
| 2012/13 | 11.   | 384    |
| 2013/14 | 12.   | 340    |
| 2014/15 | 23.   | 181    |
| 2015/16 | 27.   | 118    |
| 2016/17 | 05.   | 748    |
| 2017/18 | 23.   | 235    |

### Grand-Prix-Platzierungen
| Saison | Platz | Punkte |
| ------ | ----- | ------ |
| 2002   | 17.   | 056    |
| 2007   | 03.   | 236    |
| 2009   | 04.   | 165    |
| 2011   | 02.   | 280    |
| 2012   | 59.   | 008    |
| 2013   | 06.   | 165    |
| 2014   | 03.   | 229    |
| 2015   | 14.   | 066    |
| 2016   | 05.   | 161    |
| 2017   | 16.   | 106    |

### Platzierungen bei Deutschen Meisterschaften
| 2000 Oberstdorf     | DNF | 20. | –   | –   |
| 2001 Oberhof        | –   | 02. | –   | –   |
| 2002 Winterberg     | 05. | 05. | –   | –   |
| 2003 Oberwiesenthal | 03. | 03. | –   | –   |
| 2004 Oberstdorf     | 02. | 10. | –   | –   |
| 2005 Hinterzarten   | 05. | 12. | –   | –   |
| 2006 Oberhof        | 01. | 01. | –   | –   |
| 2007 Winterberg     | 08. | 10. | –   | –   |
| 2008 Klingenthal    | –   | 01. | 02. | –   |
| 2009 Garmisch       | 11. | –   | –   | 02. |
| 2011 Hinterzarten   | –   | –   | –   | 04. |
| 2012 Klingenthal    | 04. | –   | –   | –   |
| 2014 Hinterzarten   | 05. | –   | –   | 02. |
| 2015 Oberstdorf     | 03. | –   | –   | 02. |
| 2017 Klingenthal    | 07. | –   | –   | 01. |

## Auszeichnungen
- Vogtlandsportler des Jahres 2001
- Juniorsportler des Jahres 2002, 2003
- Sachsens Sportler des Jahres 2002, 2005, 2007
- Botschafter des Erzgebirges 2010
- Silbernes Lorbeerblatt 2014

## Privates
Er war bis Sommer 2015 mit der Snowboard-Weltmeisterin Isabella Laböck liiert.